# ミレニアム (小説)
『ミレニアム』（Millennium）は、スウェーデンのジャーナリストで作家スティーグ・ラーソンによる、「ドラゴン・タトゥーの女」「火と戯れる女」「眠れる狂卓の騎士」からなる推理小説。
作者のラーソンは全10部の構想を持っていたが、第1部の出版を待たずして2004年11月 心筋梗塞で亡くなった。死後の2005年に『ミレニアム1 ドラゴン・タトゥーの女』、2006年に『ミレニアム2 火と戯れる女』、2007年に『ミレニアム3 眠れる女と狂卓の騎士』が出版され、世界的大ヒットを記録しながらも絶筆のために完結した。その後、ダヴィド・ラーゲルクランツが続編として３作書き、2015年に『ミレニアム4 蜘蛛の巣を払う女』、2017年に『ミレニアム5 復讐の炎を吐く女』、2019年に『ミレニアム6 死すべき女』が出版された。
そして、2022年からはカーリン・スミルノフによる新シリーズが刊行されている（既刊1巻）。

## 概要
ジャーナリストであったラーソンがパートナーの女性エヴァ・ガブリエルソンと執筆した、処女小説にして絶筆作品である。ラーソンはジャーナリストとして反人種差別・反極右を掲げていたため、万が一にもガブリエルソンに危害が及ばないようにと、婚姻関係を結ばなかったが、ラーソンが18歳の時から50歳で亡くなるまでを共に過ごした生涯の伴侶である。
本国スウェーデンでは、第1部が出版されるや大変な人気を博し、第1部の刊行から約3年でシリーズ合計290万部を売り上げるベストセラーとなり、「読まないと職場で話題に付いていけない」と言われるほどであった。また、フランス、ドイツ、アメリカをはじめ30カ国以上で翻訳され、全世界で800万部以上を売り上げた。日本語版の翻訳権は早川書房が独占しており、2008年から2009年にかけて出版された。
第1部「ドラゴン・タトゥーの女」と第3部「眠れる女と狂卓の騎士」はスカンジナビア推理作家協会が授与するガラスの鍵賞を、第2部「火と戯れる女」はスウェーデン推理作家アカデミー最優秀賞を受賞した。
第1部の原題 "Män som hatar kvinnor" は直訳すると「女たちを憎む男たち」であり、邦題の「ドラゴン・タトゥーの女」は英語版の題である "The Girl With The Dragon Tatoo" から。本作の第二の主人公リスベットは20代の女性だが、英語でGirlという場合は少女もしくは若い成人女性を指す。
英語版タイトルは、２巻「火と戯れた女（娘）」３巻「雀蜂の巣を蹴った女（娘）」
瑞典題では、３巻："Luftslottet som sprängdes" = 爆発した空中の城 とは、幻想や絵空事などの城）で二作目の題と同じ言い回しで題意が付けられている。英語で火と戯れるとは「火遊び」つまり危険なことをするという慣用表現。雀蜂の巣を蹴るとは危険を顧みずにとんでもなっていことをしでかす、あるいは敵を挑発するという意味。
作品テーマ
第1部の原題 "Män som hatar kvinnor" は直訳すると「女たちを憎む男たち」であり、シリーズ全篇を通して、女性に対する蔑視および暴力 (ミソジニー) がテーマとなっている。これは著者が15歳のころ友人と行ったキャンプで、一人の女性が友人達に輪姦されているところを目撃していながら、何もせずその場を逃げ去ったことに由来する。著者はその翌日、被害者の女性に許しを請うが拒絶される。その時以降、自らの臆病さに対する罪悪感と女性暴力に対する怒りが著者を生涯つきまとうようになった。その被害者の女性の名前は「リスベット」で、これと同じ名前が本作の第二の主人公に与えられている。
制作背景
第2部までを書き終えた時点で出版社と連絡を取り契約、その時点で第5部までの構想があったというが、ラーソンは第1部の発売も、シリーズの成功も見ることなく、2004年に心筋梗塞で急死した。ラーソンの死により、彼のノートパソコンには第4部の4分の3に相当する下書きが残されたが、パソコンを現在所持しているパートナーのガブリエルソンは結婚しなかったのがあだとなって彼の作品に関する権利を持たず、彼の意思も残されなかったため公表の目処は立っていないという。なお、1巻分もしくは2巻分の概要もしくは草稿が残されている可能性があるという。
しかし、出版社は続編3編の執筆をノンフィクション作家のダヴィド・ラーゲルクランツに依頼。ラーゲルクランツはオリジナル3編を十分読み込んだうえで執筆し、第4部を2015年に発表して好評を博した。その後、第5部は2017年、第6部は2019年に発売されている。
その後、出版社のポラリス（Polaris）は、ラーソンの財団の許可を経て新シリーズ3作を刊行すると発表。執筆は作家のカーリン・スミルノフが担当することとなり、2022年に第1作が発表。日本では『ミレニアム7 鉤爪に捕らわれた女』として2024年4月に上下巻で刊行された（翻訳は山田文・久山葉子）。
メディア展開
三部構成で映画化され、第1部はスウェーデン本国では2009年2月27日に公開された。公開日週末の観客動員数は17万人を超え、人口の少ないスウェーデンでは滅多に見られない盛況ぶりで、スウェーデン映画としては大成功といえる結果であった。テレビドラマ版は2010年2月より放映が予定されている。また、ハリウッドがリメイク版の製作に興味を示し、2010年7月、デヴィッド・フィンチャー監督、ダニエル・クレイグ主演となることが決まった。リメイク版ドラゴン・タトゥーの女 (2011年の映画)はアメリカで2011年12月、日本では2012年2月10日に公開された。なお、三部作の残り二作品のハリウッド・リメイクは実現しなかったが、ダヴィド・ラーゲルクランツ版続編三部作の第一作（通算では第4部）であるミレニアム4 蜘蛛の巣を払う女が、フェデ・アルバレス監督、クレア・フォイ主演で映画化されている。（蜘蛛の巣を払う女の項を参照。）

## ミレニアム三部作
スティーグ・ラーソンによる三部作。

### 第1部「ミレニアム1 ドラゴン・タトゥーの女」

#### あらすじ
実業家・ヴェンネルストレムの不正を報道した、雑誌『ミレニアム』の発行責任者のミカエル・ブルムクヴィスト。だが、名誉毀損の有罪判決を下され、一旦『ミレニアム』から離れることを決める。ミカエルは、ヴェンネルストレムの違法行為を確信していた。しかしことごとく証拠を覆され返り討ちにあったのだ。
時を同じくして、大企業グループの前会長ヘンリック・ヴァンゲルが、弁護士フルーデを通じて、ミカエルの身元調査を依頼していた。調査を担当したのは、背中にドラゴンのタトゥーを入れた、少年と見紛うような小柄な女性、リスベット・サランデル。
リスベットの調査から、ミカエルを信用に足る人物だと判断したヘンリックは、ミカエルにある仕事を依頼する。それは、36年前に一族が住む島から忽然と姿を消した少女ハリエット・ヴァンゲルの失踪事件の調査だった。ヘンリックは36年経った今も尚この事件に頭を悩まされ続け、一族の誰かがハリエットを殺したのだと信じきっていた。法外な報酬と、事件の謎を解決すれば、ヴェンネルストレムを破滅させることもできる証拠を与えるという条件から、ミカエルは、この如何にも難解そうな依頼を引き受ける。
調査は予想通り難解を極めるが、36年の時を経て、ミカエルは新しい手がかりを発見する。助手が必要となったミカエルにフルーデが口を滑らしたのが、あのリスベットだった。リスベットの協力を得て、妨害に遭いながらも明らかになった事実は、恐るべき連続殺人の真相とヴァンゲル家の繋がり、そしてハリエット失踪事件の顛末だった。

### 第2部「ミレニアム2 火と戯れる女」

#### あらすじ
第一作から約一年後、2005年の復活祭を境にリスベットの過去へ。
ミカエルと距離を置くことを決めスウェーデンを離れたリスベット。手に余る資産を管理しつつ世界中を旅行して最後にカリブ海で過ごした後、新たに手にいれた高級アパートでひっそり暮らしていた。ミミやビュルマンと再会、アルマンスキー経由で前作で倒れたパルムグレンの生存を知り恩返しをする。
一方のミカエルは、時折リスベットの古アパートを訪ねていたが彼女からは音沙汰なし。またしても雑誌運営に頭を悩ませていたそんなとき、エリカの推薦で一人の記者と仕事をすることになる。
リスベットへの憎悪を膨らますビュルマンはパルムグレンの日記を探しだし、リスベットを恨む存在に気付き接触。帰国を知らせ、金髪の巨人を介して復讐を企む。
少女売春組織を取材し雑誌『ミレニアム』で寄稿と出版を予定していた記者ダグとその少女達の取材をした恋人ミアが惨殺される。第一発見者はミカエルだった。時を同じくして、リスベットの後見人ニルス・エリック・ビュルマンも死体で発見された。両方の現場にはリスベットの指紋が残されていた。前科と経歴から指名手配されたリスベットは警察の追跡をかわしながら、ついでにミカエルともPCを介して接触、謎かけをし合いながら真犯人の調査を開始する。リスベットの無実を信じ、警察に挑戦状を叩き付けたミカエルは『ミレニアム』を使い、かつてリスベットに感じた危うさが現実になったと不安に襲われるドラガン・アルマンスキーはミルトン・セキュリティーを使って警察と調査を開始する。
三人を殺害した犯人はミミまでも手にかけようと襲撃。ふとしたことからパオロ・ロベルトも参戦、共闘し命からがら脱出する。警察や検事までをも操る黒幕の正体。リスベットは単独で犯人の元へと向かい、それを知ったミカエルがリスベットを追う。

### 第3部「ミレニアム3 眠れる女と狂卓の騎士」

#### あらすじ
重傷を負ったリスベットは病院にヘリ搬送され、厳重に監視される。
リスベットを見つけたミカエルは、ダクとミアをミレニアムで扱うと共に、連続殺人の汚名を着せられたリスベットを特集号にし、全ての事実、真実の公表を決意。妹にも協力を要請して名誉回復、黒幕の逮捕と失墜の為に公安警察憲法保障課とも手を組むことにした。
エクストレム検事を班に取り込まれ、身動きの出来ないブブラ警部補らはミカエルやアルマンスキー、憲法保障課課長エドクリント警視に秘密裏に接触し連携を図る。
この件で真実が明るみに出ることを危惧した公安警察の一派、ザラチェンコ・クラブ元班長エーヴェルト・グルベリは関係者の口封じに動き出し、リスベットとザラチェンコを葬ろうとする。
そんななかミカエルはミレニアム、ドラガン、妹アニカやパルムグレンと共に「狂卓の騎士」を結成し、国家機関を相手に法廷対決に挑む。

## 続編三部作
ダヴィド・ラーゲルクランツによる外典三部作。

### 第4部「ミレニアム4 蜘蛛の巣を払う女」

#### あらすじ
『ミレニアム』は再び経営難に陥り、ミカエルもいい記事が書けずに苦悩していた。そこへ、ある男が大スクープになるという話を持ち掛けてくる。男の話では、人工知能研究の権威バルデル教授とあるゲームを開発していたが、技術が盗まれていたことが発覚し知人に調査を依頼した。それらの話を教授として欲しいと言う。男の話の内容からリスベットが関係していると確信するミカエル。一方、アメリカのNSAでも事件が勃発していた。
アメリカから戻ったバルデルは自閉症の息子アウグストを引き取り、隠れ家へ籠ったきり、汎用人工知能、人工超知能果てはシンギュラリティについて、バルデルの知能を欲した者達から逃れるために。

### 第5部「ミレニアム5 復讐の炎を吐く女」

#### あらすじ
バルデル教授の息子アウグストを一時的とはいえ誘拐したことで、リスベットは２ヶ月間刑務所に行くことに。刑務所では、ベニートというギャングの女囚が、看守をも操り自分勝手にのさばっていた。そのベニート軍団に虐められているファリアは、いつも悲観的で抵抗もせずにいる。
ホルゲルは、マメにリスベットを訪ねていたがある日、レジストリーについて口を滑らした。
リスベットは、たびたび調査員がルンダ通りのアパートに来ていたことを思いだす。

### 第6部「ミレニアム6 死すべき女」

#### あらすじ
ストックホルムの公園で、身元不明の男性死体が発見された。男の頬は黒ずみ、真夏にも関わらずダウンジャケットを着ていた。
そして奇妙なことに、ズボンのポケットにはミカエルの電話番号が書かれた紙切れが入っていた。法医学者の女性はミカエルに、男は殺された可能性があると告げた。
ミカエルは調査を始め、男に大声でわめかれたという女性評論家から、その時の様子を聞いた。男は国防大臣について何かまくし立てたという。ミカエルはリスベットに男の資料を送り、調査を依頼する。
その頃リスベットは、ストックホルムのマンションを引き払い、彼女の命を狙う双子の妹カミラを追っていた。
カミラもまた、リスベットの命を狙うため部下と共にロシアからストックホルムへ乗り込んだ。
ミカエルはリスベットの協力を得て、死体で発見された男の身元を解明することに成功した。さらに彼は、男と国防大臣の周囲で起きた悲劇と奥深い謀略の核心に迫っていく。だが、ミカエルにカミラの黒い影が忍び寄る。彼を利用してリスベットをおびき出そうというのだ。
リスベットは即座に行動を起こす。ミカエルを救い、宿敵カミラと決着をつけ、自らの過去に終止符を打つために。果たしてカミラとの闘いの行方は？そして明かされる二人の父ザラチェンコのさらなる秘密とは。

## 登場人物

### 主要人物
ミカエル・ブルムクヴィスト（Mikael Blomkvist）
1960年1月18日生まれの42歳（第一部）。フルネームはカール・ミカエル・ブルムクヴィスト。経済ジャーナリストであり、雑誌『ミレニアム』の共同経営者兼発行責任者。23歳の時に、世間を騒がせていた連続銀行強盗グループのアジトを見つけて花形記者となり、タブロイド紙に“名探偵カッレくん”のあだ名を付けられた。
第1部では、大物実業家ハンス＝エリック・ヴェンネルストレムの不正を暴きながらも名誉毀損で有罪判決を下され、『ミレニアム』から身を引くが、ハリエット失踪事件の謎を追う一環で、編集部に戻る。また、その調査の資料をリスベットがハッキングしたことをきっかけに、リスベットとの親交を持つようになる。
リスベット・サランデル（Lisbeth Salander）
1978年4月30日（ワルプルギスの夜祭りの日）24歳（開始当初）。身長154cm、体重42kg。ミルトン・セキュリティーのフリーの調査員。情報収集能力に長けており、調査対象の人物の秘密を暴き出す能力がずば抜けて高い。感情表現が乏しい。髪を極端に短く刈り、鼻と眉にピアスを付け、左の肩甲骨から腰の当たりにかけてドラゴンのタトゥーを、首には長さ2cmのスズメバチのタトゥーを、左の二の腕と足首の周りに帯状のタトゥー等９つ施している。赤毛の髪を黒に染めている。遠目に見たら痩せぎすの少年と見紛うほど、拒食症のように痩せた青白い肌をしている。
中学校を中退し、高校には進学していないが、映像記憶能力と文章能力が大変優れている。またコンピューターの知識にも優れ、ハッキング能力も高く、英語でスズメバチを意味する“ワスプ”という名ではハッカー仲間から畏敬の念を抱かれているほど。質問されても何も答えずに黙っているため、責任能力がない精神異常者の烙印を押され、後見人を付けられるようになる。過去の虐待のトラウマを負っている影響で、敵とみなした人物には容赦なく制裁を加える攻撃的な面を持つ。
父はソ連時代の情報諜報局GRU元工作員、母は元娼婦という複雑な出自を持つ。幼少時は悲惨な環境の下で暮らし、母が父の家庭内暴力で心身ともに重傷を負ったことをきっかけに、父への殺害未遂“最悪な出来事”を行ったことで精神病院に隔離された過去を持つ。母は第一部後半で亡くなっている。原作に名前のみ、映画未登場のカミラという双子の妹がいる。
時折ベッドを共にするのはミミや、頭とテクニックのある不特定数。
ミカエルに対し、今まで誰にも抱いたことのない感情を抱き、困惑しながらも恋をしてしまったのだと気づく。

### 『ミレニアム』関係者
エリカ・ベルジェ
『ミレニアム』共同経営者兼編集長。上流階級出身で、母親はスウェーデン人、父親はスウェーデン在住のベルギー人。ミカエルとはジャーナリスト養成学校で出会って以来、断続的に肉体関係を続けている。既婚者だが、ミカエルとの関係は夫も周知している。
ジャーナリスト養成学校を出た後、テレビ局に入社した。テレビ映えする容姿を持ち、省庁に知り合いが多く人脈も広いため、仕事を続けていれば管理職のポストも夢ではなかったはずだが、私財を投げ打ってミカエルと共に『ミレニアム』を創刊した。
クリステル・マルム
『ミレニアム』共同経営者兼アートディレクター。36歳の売れっ子カメラマン兼デザイナー。少々露出症の気があるゲイの有名人。
ヤンネ・ダールマン
『ミレニアム』編集補佐。ヴェンネルストレム事件が始まった頃に入社した。第一部で解雇される。
ソニー・マグヌッソン
『ミレニアム』広告営業担当者。60歳。リストラされ失業中だったところをエリカに拾われた。
モニカ・ニルソン
『ミレニアム』記者。37歳。専門は政治だが、他の多くの分野でも敏腕ぶりを発揮する。皮肉屋。
ヘンリー・コルテス
『ミレニアム』見習い記者。24歳。大学でジャーナリズムを学び、卒業後すぐに「『ミレニアム』で働きたい」と訴え、常勤のフリー記者として雇われた。
第二部からは非常勤記者。
マーリン・エリクソン
ダールマンの後任の編集補佐。当初契約社員として雇われ、ヴェンネルストレム告発を通じて正社員に。
ロッタ・カリム
非常勤の記者。

### ミカエルの周囲の人物
モニカ・アブラハムソン
ミカエルの元妻。ミカエルとの結婚生活は約5年と短かったが、離婚後は友人関係を保っている。現在は別の男性と再婚している。
ペニラ・アブラハムソン
ミカエルとモニカの娘。第１巻6月時点で16歳。両親の離婚後は母親と暮らしている。ミカエルの意向で、ミカエルとはペニラ本人が会いたい時に会うようにしている。４巻で再登場、大学生。
アニカ・ジャンニーニ
ミカエルの3歳年下の妹。イタリア系の夫との間に子どもが2人いる。弁護士。法学部卒業後、裁判所書記官となり、次いで次席検事として数年間働いた後、友人たちと法律事務所を開業した。家族法を専門とし、女性の権利に詳しい弁護士として、テレビの討論番組などに登場する。第三巻ではリスベットの弁護を担当する。
グレーゲル・ベックマン
エリカの夫。芸術家。エリカとミカエルの関係を容認している。

### リスベットの周囲の人物
ドラガン・アルマンスキー
警備会社ミルトン・セキュリティーの社長。56歳。クロアチア生まれ。父親はベラルーシ出身のアルメニア系ユダヤ人、母親はギリシャ人を先祖に持つボスニアのイスラム教徒。妻はフィンランド人のリトヴァ。1970年代に経理担当として入社。顧客の会社の不正経理を見破り、不正会計のエキスパートとしてミルトン社の発展を担い、社長に就任した。
ホルゲル・パルムグレン
弁護士。リスベットの後見人。長年、問題児や社会に適応できない者の世話を引き受けている。1991年のある日以降、精神障害を理由に施設収容されていた当時未成年だったリスベットの法定代理人を務め、後に後見人となり、次第に友情に近い関係を築いた。リスベットをアルマンスキーに紹介しミルトンで働くきっかけを作った。脳卒中で倒れ重体となる。
ニルス・エリック・ビュルマン
弁護士。パルムグレンが脳卒中で倒れたことで後任の後見人になった。リスベットを精神異常者だと決めつけ自分の意のままになると思い、暴力を振るいレイプするが、彼女から脅迫と暴行を受けた上、体に「私はサディストの豚、恥知らず、レイプ犯です」という入れ墨を入れられるという凄惨な報復に遭い、逆らえなくなる。
第二部では、復讐のためリスベットの過去を調べ上げ、拉致誘拐を計画する。しかし、後に謀殺された。
プレイグ
リスベットより3歳年上。身長189cm、体重152kg。“疫病神”と呼ばれるハッカー。正常な社会生活ができないため、障害年金を受け取って生活している。
ミリアム・ウー、ミミ
リスベットの親友。中国系スウェーデン人で、パリ暮らしの両親と姉が一人。大学生の傍らゲイパレードやショーにも出ている名の知れたレズビアン。時々肉体関係を持つ。
トリニティ
プレイグらハッカー共和国の仲間。相棒ボブ・ザ・ドッグと仕事をこなす。電話の盗聴やEメールの監視をする。
シッラ・ノレーン
リスベットの友人。90年代半ばにハードロック好きの少女四人が集まって面白半分にやってたガールズバンド、イーヴィル・フィンガーズのメンバー。リスベットとは成人学校で会い、飲み友達になる。

### 第1部重要人物
ハンス＝エリック・ヴェンネルストレム
1970年代に投資会社を始め、一財産築いた後、1980年代のバブル期に目覚ましい出世を遂げた大物実業家。
ロベルト・リンドベリ
ミカエルの旧友。高校の同級生。
高校卒業後、ストックホルム商科大学に進学し、銀行業界に入った。数年ぶりにミカエルと再会し、ヴェンネルストレムの疑惑について話す。
ヴィリアム・ボリィ
企業コンサルタント。かつて、ミカエルと同じ新聞社で臨時の経済記者として働いていた。自分より経験豊かなジャーナリスト、特に年上の女性ジャーナリストが気に入らないらしく、常に軽蔑的な態度を取る。ミカエルはボリィのそういうところが気に入らず、顔を合わせる度に火花を散らし、ミカエルが著書でボリィを名指しで批判したことで不仲が決定的になった。

#### ヴァンゲル家
ヘンリック・ヴァンゲル
ヴァンゲル・グループ前会長。82歳。スウェーデンの実業界ではその名を知らない者はおらず、グループ全盛期には国を代表する実業家の一人に数えられた。高潔な人物、昔気質の長老で、ちょっとやそっとのことではびくともしないと評される。5人兄弟の末っ子。一族の中に姪孫のハリエットを殺害した人物がいると確信しており、それが誰なのか突き止めて欲しいとミカエルに依頼する。
毎年11月1日の誕生日にかつてハリエットが送ってくれていたのと同じような、額付きの押し花が差出人不名で届くことから、ハリエットを殺害した人物からの嫌がらせだと思っている。
エディット・ヴァンゲル
ヘンリックの妻。ドイツ出身のユダヤ人の娘。生まれつき心臓が弱く、若くして亡くなった。
リカルド・ヴァンゲル
ヘンリックの長兄。熱狂的な国粋主義者で反ユダヤ主義者。17歳の時に親ナチ組織・スウェーデン国家社会主義自由同盟に入会したのを端緒に身を投じ、ナチズムの宣伝活動後、軍に志願。第二次世界大戦で志願兵としてフィンランドに赴き、1940年に戦死した。生前、妻子に暴力を振るっていたという。
ゴットフリード・ヴァンゲル
リカルドの息子。1965年に水難事故により溺死した。一族のはみ出し者、一度酒を飲むと出勤せず御曹司としても、実業家としても資質に欠けていた。
イザベラ・ヴァンゲル
ゴットフリードの妻。ドイツ出身の75歳。戦後、スウェーデンに渡り、ゴットフリードと出会う。若い頃はグレタ・ガルボやイングリッド・バーグマンのような正真正銘の美人であり、老いてもなおローレン・バコールを思わせる。ゴットフリードに負けず劣らず酒好きの浪費家で、子供の育児は放棄していた。いつも洒落た服装で、見た目は美しいが年老いた吸血鬼のようだとミカエルは評す。
マルティン・ヴァンゲル
ヴァンゲル・グループ現会長。ゴットフリードの息子。ハリエット失踪時ウプサラのハラルド宅に住んでおり、事件当時は不通状態の橋の手前にいた。愚かさと鋭さと愛想のよさがブレンドされたような人物で、実業家としての手腕には疑問符が付いている。
ハリエット・ヴァンゲル
リカルドの孫娘。ゴットフリードの娘。マルティンの妹。実の親から育児放棄をされ、兄・マルティンと共に、子どもがいなかったヘンリックが世話をした。1966年9月、橋の上での事故の翌日、16歳の時にヘーデビー島からの失踪を確認。
ハラルド・ヴァンゲル
ヘンリックの次兄。91歳。人付き合いが嫌いで、家の前の雪かきさえ怒鳴っては拒む人物。ウプサラで医師として働いていたが、70歳を迎えてからへーデビー島に帰郷した。長兄のリカルド同様にナチズムを傾倒していた。
イングリッド・ヴァンゲル
ハラルドの妻。
ビリエル・ヴァンゲル
ハラルドの長男。市会議員。選挙で保守派が勝てば、将来は国会議員、ことによると閣僚にもなれると思い込んでいる。自意識過剰な人物。
セシリア
ハラルドの長女、ビリエルの妹。ヘーデスタ高校の校長。結婚してヘーデスタに住んでいたが、夫の暴力で大怪我を負い、見かねたヘンリックが島に呼び寄せ、正式に離婚しないまま約20年前から別居状態が続いている。エリカとミカエルの関係を知り、時々自分の愛人になって欲しいと、肉体関係を持ち始める。
アニタ
ハラルドの次女。ロンドンに移住し、英国航空の管理職として働いている。映画版では乳癌で亡くなったとされている。
グレーゲル・ヴァンゲル
ヘンリックの三兄。故人。戦後、高校教師となり、後にヘーデスタ高校の校長となった。長兄のリカルド、次兄のハラルド同様にナチズムを信奉していた。
イェルダ・ヴァンゲル
グレーゲルの妻。
アレクサンデル・ヴァンゲル
グレーゲルとイェルダの息子。
グスタヴ・ヴァンゲル
ヘンリックの四兄。肺を患い、37歳で亡くなった。
グンナル・カールマン
イングリッドの息子。ヘーデスタ在住。地方紙『ヘーデスタ通信』の編集長。ビリエルとは昔からの親友。

#### ヘーデスタ・ヘーデビーの人々
ディルク・フルーデ
ヘンリックの弁護士。68歳。会社法の知識を買われ、大学卒業後すぐにヴァンゲル・グループで働き始め、ヘンリックと友人同士の間柄になった。定年退職しており、現在のクライアントはヘンリックだけである。彼の依頼でミカエルの身辺調査をミルトン・セキュリティーに依頼する。
アンナ・ニーグレン
ヘンリックの身の回りの世話をする家政婦。
グンナル・ニルソン
ヘンリックの雑用係。56歳。ヘーデビー島の建物全ての管理人、ヘーデスタにある建物もいくつか管理している。ハリエットと仲が良かった。
ヘレン・ニルソン
グンナルの妻。
マグヌス・ニルソン
グンナルの父。1960年代にヴァンゲル家で雑用係として働いていた。存命だが、現在は退職してヘーデスタにいる。
スサンヌ
ヘーデスタの“カフェ・スサンヌ”の主人。
オットー・ファルク
ヘーデビーの教会の牧師。72歳。アルツハイマーを患い、介護ホームに入所している。生きているハリエットを見た最後の人物。
エウシェン・ノルマン
ヘーデビー島に住む画家。風景画家としてそれなりに有名。77歳。
マルガレータ・ストランド
ヘーデビー教会の現在の牧師。ミカエルと同世代の女性。
グスタフ・モレル
元警部補。ハリエット失踪事件を捜査した。
マドレーヌ・ブルムベリ
『ヘーデスタ通信』の図版責任者。60歳。愛称“マヤ”。
クルト・ニールンド
『ヘーデスタ通信』のカメラマン。ミカエルとは顔見知り。
コニー・トーソン
『ヘーデスタ通信』の記者。

### 第2部・第3部重要人物
ダグ・スヴェンソン
フリージャーナリスト。少女売春組織を取材し『ミレニアム』に寄稿と出版を予定していたが、惨殺される。
ミア・ベルイマン
犯罪学、ジェンダー学の博士課程。売春する少女に関する博士論文を執筆したが、惨殺される。
パオロ・ロベルト
元ボクサー。拐われたミミの後を追い、共にニーダーマンと闘う。実在する元ボクサーでラーソンとの友好により、映画では本人が演じる。
アンデルス・シヴァルナンダン
エルスタヴィーケン・リハビリテーションホームでのパルムグレンの主治医。
アンデルス・ヨナソン
サールグレングレンスカ大学病院外傷科長。リスベットの手術をした。
アレクサンデル・ザラチェンコ、スウェーデン名カール・アクセル・ボディーン
リスベット、ニーダーマンの父親で犯罪組織の黒幕。ソ連の英才教育を受けた元GRUスパイ。
ロナルド・ニーダーマン、金髪の巨人
ザラの息子で、リスベットの異母兄。

### 第2部以降警察関係者
リカルド・エクストレム
検事 (4巻検事長)
ヤン・ブブランスキー
ストックホルム県警犯罪捜査部警部補 (4巻警部) ブブラさんとあだ名される。ユダヤ系で妻帯者。
以下部下
イェルケル・ホルムベリ
同警部補。さらなる鑑識捜査のため召集。
ソーニャ・ムーディグ
同刑事。若手だがブブラが目をかけている。夫と息子二人。
ハンス・ファステ
クルト・スヴェンソン
アマンダ・フルード (4巻から)

### 第4部重要人物
フランス・バルデル
人工知能研究の世界的権威。技術的特異点を越えれる人物。
ハンナ
フランスの元妻で人気女優だった。
アウグスト
フランスとハンナの息子。自閉症スペクトラムであり、一度も言葉を発したことがない
シャールス・エーデルマン
サヴァン症候群研究の権威
ラッセ・ヴェストマン
ハンナの今の同棲相手。ぱっとしない俳優で酒浸り
ローゲル・ヴィンテル
ラッセの呑み友達。同文
サノス
正体不明の犯罪組織リーダー
ジーグムンド・エッカーウォルド
ソリフォン社Y部門情報分析グループのリーダー
イヴァン・グリバノフ
ロシア連邦議会の悪徳議員

## 重要節句
ミレニアム
左翼系の社会派雑誌。後ろ盾となる大手出版社を持たず、創刊当初は異端視されたが、発行部数は毎月2万1000部前後に達する。それでも決して有力誌とは呼べない、限られた資金でやりくりする状況が続いていたが、第1部よりヴァンゲル家が共同経営者に名を連ねるようになり、状況は変化していく。
ミルトン・セキュリティー
スウェーデンでも屈指の優秀かつ顧客の多い警備会社。正社員380人とフリーランサー300人強を抱える。安全相談、対抗措置、身辺警護の主だった3つの事業の他に、身辺調査も行っている。実入りの少ない身辺調査業務に関しては、アルマンスキーは気に入っていなかった。
ミノス社
1992年、ヴェンネルストレムがSIBに、ポーランドに梱包材工場を建設する計画を提示し、6000万クローネの資金を手に入れ建設した会社。1994年に突然倒産する。収支決算は表面上は矛盾はなかったため、ヴェンネルストレムは全く損失を受けなかった。
ミノス事件
「ポーランドの産業振興を目的とした国からの補助金（SIB計画）を、ヴェンネルストレムが武器の密売に流用した」とミカエルが報じた事件。
ヴァンゲル・グループ
製材業、林業、鉱業、製鋼業、金属工業、繊維産業、製造業、輸出業など手広く手がけてきた大企業。家族経営を続けてきたが、ここ25年ほどの株価暴落、金利危機、輸出の低迷などで、ヴァンゲルの名は財界の片隅に追いやられたが、今でもメディアに頻繁に登場する。
ハリエット・ヴァンゲル失踪事件
1966年9月22日、ヴァンゲル家は夕食会のためにヘーデビー島に集っていた。その日、島と本土を結ぶ橋で大きな事故が発生し、橋は約1日間不通状態であった。その日の夕食会にハリエットは姿を現さなかったが、皆さほど心配しなかった。翌朝、緊急事態に気付き、島中を捜索したが、ハリエットもその遺体も見つかることはなかった。

## 映画

### スウェーデンでの映画化
第一部 ミレニアム ドラゴン・タトゥーの女
2009年2月27日にスウェーデン及び、デンマークで同時公開された。日本では第22回東京国際映画祭で特別招待作品として上映され、2010年1月16日にギャガの配給で一般公開。また、未公開シーンを含む完全版はCSチャンネルAXNミステリーにて3部作全てが放送された。
全世界で1億ドル以上を稼ぐヒット作となり、英国アカデミー賞 非英語作品賞を受賞した。
第二部 ミレニアム2 火と戯れる女
第1作目の公開から約半年後となる2009年9月18日に北ヨーロッパで公開された。
ミカエル・ニクヴィストやノオミ・ラパスら主要キャストは続投するが、監督にはダニエル・アルフレッドソン、脚本にはヨナス・フリュクベリが新たに起用される。
第2部・第3部はテレビドラマ化のみの予定であったが、第1部の興行的成功により、映画用に編集した上で、テレビドラマに先行して第2部は2009年9月に、第3部は同年11月に劇場公開されることになった。
第三部 ミレニアム3 眠れる女と狂卓の騎士
第2作目の公開から約2か月後となる2009年11月27日に北ヨーロッパで公開された。日本では第2作と同日となる2010年9月11日に公開された。
監督、脚本は2作目から引き続いてダニエル・アルフレッドソンとヨナス・フリュクベリ。

#### キャスト
| 役名                                 | 俳優                                 | 日本語吹替 |
| 主人公                               | 主人公                               | 主人公     |
| ------------------------------------ | ------------------------------------ | ---------- |
| ミカエル・ブルムクヴィスト           | ミカエル・ニクヴィスト               | 牛山茂     |
| リスベット・サランデル               | ノオミ・ラパス                       | 佐古真弓   |
| その他レギュラー                     |                                      |            |
| エリカ・ベルジェ[1 - 3]              | レナ・エンドレ                       | 佐々木優子 |
| ドラガン・アルマンスキー[1 - 3]      | ミカリス・コウトソグイアナキス       | 小島敏彦   |
| ニルス・ビュルマン弁護士[1, 2]       | ピーター・アンダーソン               | 五王四郎   |
| マーリン・エリクソン[1 - 3]          | ソフィア・レダルプ                   | 上村愛香   |
| アニカ・ジャンニーニ[1 - 3]          | アニカ・ハリン                       | 水野千夏   |
| クリステル・マルム[1 - 3]            | ヤコブ・エリクソン                   | 山内健嗣   |
| ロナルド・ニーダーマン[2, 3]         | ミカエル・スプレイツ                 |            |
| ペーテル・テレポリアン[2, 3]         | アンデシュ・アルボム・ローゼンダール | 鈴森勘司   |
| ヤン・ブブランスキー[2, 3]           | ヨハン・キレン                       | 石住昭彦   |
| リカルド・エクストレム[2, 3]         | ニクラス・ユールストレム             | 世古陽丸   |
| ソーニャ・ムーディグ[2, 3]           | ターニャ・ロレンツォン               |            |
| ハンス・ファステ[2, 3]               | マグヌス・クレッペル                 |            |
| イェルケル・ホルムベリ[2, 3]         | ドナルド・ホグベリ                   |            |
| ソニー・ニエミネン[2, 3]             | ペーレ・ボランデル                   |            |
| アレクサンデル・ザラチェンコ[2, 3]   | ゲオルギー・ステイコフ               | 山野史人   |
| プレイグ[1 ,3]                       | トーマス・ケーラー                   |            |
| ミリアム・ウー[1 ,2]                 | ヤスミン・ガルビ                     |            |
| 第一部                               |                                      |            |
| ヘンリック・ヴァンゲル               | スヴェン・バーティル・タウベ         | 勝部演之   |
| マルティン・ヴァンゲル               | ペーテル・ハベル                     |            |
| セシリア・ヴァンゲル                 | マリカ・ラーゲルクランツ             | 瀬尾恵子   |
| ディルク・フルーデ弁護士             | イングヴァル・ヒルドヴァル           | 金子達     |
| グスタフ・モレル警部                 | ビョルン・グラナート                 | 小島敏彦   |
| ハリエット・ヴァンゲル               | エヴァ・フレーリング                 |            |
| イザベラ・ヴァンゲル                 | グンネル・リンドブロム               | 下川江那   |
| ハラルド・ヴァンゲル                 | イェスタ・ブレデフェルト             |            |
| ビリエル・ヴァンゲル                 | ウィリー・アンダーソン               | 五王四郎   |
| ゴットフリード・ヴァンゲル           | チャード・フランク                   |            |
| ハンス＝エリック・ヴェンネルストレム | ステファン・サウク                   | 池田ヒトシ |
| ヤンネ・ダールマン                   | デヴィッド・デンシック               |            |
| アグネータ・サランデル               | ニナ・ノーレン                       |            |
| エリンコ・ジャンニーニ               | ルーベン・サルマンダー               | 田村真     |
| ジェニー・ジャンニーニ               | ルーラ・リンド                       | 梨花まゆり |
| モニカ・ジャンニーニ                 | イザベリア・イサクション             |            |
| 第二部                               |                                      |            |
| ホルゲル・パルムグレン               | ペール・オスカルソン                 |            |
| パオロ・ロベルト                     | パオロ・ロベルト                     |            |
| マッゲ・ルンディン                   | トマス・リンドブラード               |            |
| ダグ・スヴェンソン                   | ハンス・クリスティアン・トゥーリン   | 奥田啓人   |
| ミア・ベルイマン                     | イェニー・シルフヴェルヘルム         | 永吉ユカ   |
| グンナル・ビョルク                   | ラルフ・カールソン                   |            |
| ペール＝オーケ・サンドストレム       | オーラ・ヴァールストレム             |            |
| ニクラス・エリクソン                 | ダニエル・グスタフソン               |            |
| 第三部                               |                                      |            |
| エーヴェルト・グルベリ               | ハンス・アルフレッドソン             |            |
| フレドリック・クリントン             | レンナルト・ユールストレム           |            |
| トーステン・エドクリント             | ニコラス・ファルク                   |            |
| モニカ・フィグエローラ               | ミリヤ・トゥレステット               |            |
| ハルベリ                             | ヤン・ホルムクィスト                 |            |
| ビリエル・ヴァーデンシェー           | ヤコブ・ノルデンソン                 |            |
| アンデルス・ヨナソン                 | アクセル・モリッセ                   |            |
| ヨーナス・サンドベリ                 | ダヨハン・ホルムベリ                 |            |

- 第一部

| 菅原チネ子 | 上城龍也 | 外谷勝由 | 高桑満 |
| 大澤洋子   | 黒澤剛史 | 滝佳保子 |        |

#### 評価・受賞・ノミネート
キャスティング、特にリスベット役に関しては、賛否両論が巻き起こったが、第1作目公開後にはほぼ全ての映画評がラパスの演技を絶賛したという。
2009年のスウェーデンにおける年間興行成績は第一部が年間2位、第二部が3位、第三部が5位と大ヒットとなった。
特に第二部は2009年のスウェーデンにおいて最も初週末興行収入が大きいオープニングとなった。
第一部 ミレニアム ドラゴン・タトゥーの女
| 賞                               | 部門                    | 候補者                                        | 結果       |
| -------------------------------- | ----------------------- | --------------------------------------------- | ---------- |
| 英国アカデミー賞                 | 主演女優賞              | ノオミ・ラパス                                | ノミネート |
| 英国アカデミー賞                 | 脚色賞                  | ニコライ・アーセル ラスマス・ヘイスターバング | ノミネート |
| 英国アカデミー賞                 | 非英語作品賞            |                                               | 受賞       |
| ヨーロッパ映画賞                 | 主演女優賞              | ノオミ・ラパス                                | ノミネート |
| ヨーロッパ映画賞                 | 音楽賞                  | ヤコブ・グロート                              | ノミネート |
| サテライト賞                     | 主演女優賞 (ドラマ映画) | ノオミ・ラパス                                | 受賞       |
| サテライト賞                     | 脚色賞                  | ニコライ・アーセル ラスマス・ヘイスターバング | ノミネート |
| サテライト賞                     | 外国語映画賞            |                                               | ノミネート |
| クリティクス・チョイス・アワード | 主演女優賞              | ノオミ・ラパス                                | ノミネート |
| クリティクス・チョイス・アワード | 外国語映画賞            |                                               | ノミネート |
| サターン賞                       | 主演女優賞              | ノオミ・ラパス                                | ノミネート |
| サターン賞                       | 国際映画賞              |                                               | ノミネート |
| エンパイア賞                     | スリラー賞              |                                               | 受賞       |
| エンパイア賞                     | 女優賞                  | ノオミ・ラパス                                | 受賞       |
第二部 火と戯れる女
| 賞                   | 部門                    | 候補者 | 結果       |
| -------------------- | ----------------------- | ------ | ---------- |
| 映画音響編集者組合賞 | 音響効果賞 (外国語映画) |        | ノミネート |